# 簡雍
簡雍（?—?），本姓名耿雍，字憲和，涿郡（今河北涿州）人，三國時期蜀漢官吏，與孫乾、麋竺同為蜀漢老臣。不拘小節，愛開玩笑。

## 生平
簡雍本姓耿，而幽州人將耿說成簡，便改為姓簡。年少時已與劉備相識。184年黃巾之亂開始，便隨劉備四出奔走。劉備屯駐於荊州時，簡雍與麋竺、孙乾同樣是從事中郎，擔任說客或使者的職務。
211年，劉備入益州幫助劉璋，簡雍同行，劉璋與他見面，十分喜歡簡雍。一年後，雙方決裂，戰事立即爆發。214年劉備將劉璋圍於成都，簡雍被派去游說劉璋投降，劉璋答應，並與簡雍同車出城投降。劉備便拜他為昭德將軍，其待遇僅次於麋竺，與孫乾一樣。

## 特徵
簡雍擅於議論，能夠從容發表意見。性情簡單直接、不拘小節，與劉備同坐時，亦盤腿而坐，不受劉備的威儀拘束，只求自己的舒適。面對諸葛亮以下的群臣，他常常獨佔一榻，靠著枕頭以臥姿對話，不讓自己的姿勢配合其他人。
遇上大旱，蜀汉下令禁酒，釀酒有罪。官吏從民家搜得釀酒器具，朝中有人主張要他們與釀酒的人同罰。簡雍隨劉備一同外出时，看見一對男女走過，簡雍對劉備說：「他們就要做淫亂之事了，怎麼不將他們抓起來？」劉備問道：「你怎麼知道？」簡雍就回答：「他們都有可以淫亂的器具，和那些有釀酒器具的人一樣。」劉備聽罷大笑，就不再追究家藏釀酒器具的民家了。

## 軼聞
咸豐《簡州志》中有記載關於簡雍的事跡，大致寫了簡雍在牛鞞縣（今四川省成都市代管简阳市）任職的情況，簡雍在任職的期間，多次召集民眾聚集，恩惠施予眾人，士兵和百姓都非常信賴他，因此這裡的山為賴簡山，這裡的水池為賴簡池。另外，這個史料中還有記載關於賴簡山所在的地位，賴簡山在簡州東北的五十里處的地方，下面有賴簡池。在唐代《元和志》中也有相關的記載，說簡州是隋唐的時候設立的，簡州因為賴簡池而因此得名。從這些相關的史料中我們可以看出，簡雍對簡州做出了很大的貢獻，同時他也是簡州開山的第一個官員。
在簡陽市中曾經有簡雍的墳墓，但是在修築成渝公路的時候簡雍墓被夷為了平地，墳墓前的石獅和石人都變成了鋪路的地基，原先的簡雍墓已經不復存在了。現在在簡陽市中唯一存在的就是一條叫做「簡雍巷」的水泥路了。

## 評價
- 陈寿《三國志》評曰:「麋竺、孫乾、簡雍、伊籍，皆雍容風議，見禮於世。」（《三国志·卷三十八·蜀书八·许麋孙简伊秦传第八》）
- 郝经：“乾、雍、籍、宓，材咸适用。”（《郝氏续后汉书·卷十八·列传第十五》）

## 艺术形象

### 三国演义
形象与正史相似。与刘备同乡。随其周旋，任幕宾。刘备投袁绍，后想要离去，简雍为其设计脱身。刘璋投降时，以简雍为使，简雍坐于车中，有意的傲睨自若，为秦宓所斥责。不久，拜简雍为昭德将军。

### 影视形象
- 中國中央電視台電視劇《三國演義》（1994年）：安基
- 中國電視劇《三国》（2010年）：王大和
- 电视剧《武神赵子龙》（2016年）：吴伟

### 漫畫形象
- 《蒼天航路》（王欣太）
- 《火鳳燎原》（陳某）:設定於劉備初掌徐州後登場。
- 《异乡之草三国志连作集》

## 腳註
1. ↑  《三國志》蜀書八 許糜孫簡伊秦傳，裴松之注曰：「或曰：雍本姓耿，幽州人語謂耿為簡，遂隨音變之。」
2. ↑  同前揭註，原文：「少與先主有舊，隨從周旋。」
3. ↑  同前揭註，原文：「先主至荊州，雍與麋竺、孫乾同為從事中郎，常為談客，往來使命」
4. ↑  同前揭註，原文：「先主入益州，劉璋見雍，甚愛之。后先主圍成都，遣雍往說璋，璋遂與雍同輿而載，出城歸命。先主拜雍為昭德將軍。」
5. ↑  同前揭註，原文：見禮次麋竺，與簡雍同等。
6. ↑  同前揭註，原文：「優游風議，性簡傲跌宕，在先主坐席，猶箕踞傾倚，威儀不肅，自縱適；諸葛亮已下則獨擅一榻，項枕臥語，無所為屈。」
7. ↑  同前揭註，原文：「時天旱禁酒，釀者有刑。吏于人家索得釀具，論者欲令與作酒者同罰。雍與先主游觀，見一男（女）子行道，謂先主曰︰『彼人欲行淫，何以不縛？』先主曰：『卿何以知之？』雍對曰：『彼有其具，與欲釀者同。』先主大笑，而原欲釀者。」
8. ↑  簡雍與簡陽據鹹豐《簡州志》卷五宦迹介紹：「簡雍字憲和，《舊志》（指公元1793年乾隆《簡州志》）昭烈時以昭德將軍守牛鞞縣，多方招輯，惠澤及人，士民賴之，因名山曰賴簡山，池曰賴簡池。」

## 延伸阅读
[在维基数据编辑]
 《三國志·卷38》，出自陳壽《三國志》
 在维基共享资源阅览影像